# Nicole Sullivan
Nicole Julianne Sullivan (Manhattan - New York, 21 april 1970) is een Amerikaanse actrice, stemactrice, filmproducente, scenarioschrijfster en komiek.

## Biografie
Sullivan werd geboren in de borough Manhattan van New York, en is van Duitse, Ierse en Noorse afkomst. In 1982 verhuisde zij met haar familie naar Schoharie County waar zij naar de high school ging. Hierna ging zij studeren aan de Northwestern-universiteit in Illinois waar zij in theater afstudeerde. In haar studietijd heeft zij ook voor een jaar in Londen gestudeerd aan de British American Drama Academy. Na het behalen van haar diploma verhuisde zij naar Los Angeles om zich te richten op haar acteercarrière, en speelde al in meer dan 100 films en televisieseries.
Sullivan is vanaf 2006 getrouwd en heeft hieruit twee kinderen.

## Filmografie

### Films
Selectie:
- 2012 Let It Shine – als Lyla
- 2009 17 Again – als Naomi
- 2009 Black Dynamite – als Patricia Nixon
- 2008 Superhero Movie – als Julia Riker
- 2007 Meet the Robinsons – als Franny (stem)
- 2006 The Ant Bully – als mier 9 (stem)
- 2005 Guess Who – als Liz Klein
- 2003 Kim Possible: A Sitch in Time – als Shego (stem)
- 2002 The Third Wheel – als Sally
- 2002 My Sister's Keeper – als Alissa
- 2000 Buzz Lightyear of Star Command: The Adventure Begins – als Mira Nova (stem)

### Televisieseries
Uitgezonderd eenmalige gastrollen.
- 2021 - 2022 The Sex Lives of College Girls - als Carol Finkle - 4 afl.
- 2014 - 2022 Black-ish - als Janine - 28 afl.
- 2019 - 2021 DC Super Hero Girls: Super Shorts - als Supergirl (stem) - 60 afl.
- 2021 HouseBroken - als diverse stemmen - 5 afl.
- 2019 - 2021 DC Super Hero Girls - als Supergirl (stem) - 54 afl.
- 2020 - 2021 Teen Titans Go! - als Supergirl (stem) - 3 afl.
- 2020 - 2021 Bob Hearts Abishola - als Lorraine - 3 afl.
- 2018 - 2021 Big Hero 6: The Series - als Hangry Panda / Stern Woman (stemmen) - 8 afl.
- 2019 - 2020 Team Kaylie - als directrice Dana - 8 afl.
- 2019 High School Musical: The Musical - The Series - als Carol - 2 afl.
- 2014 - 2019 BoJack Horseman - als diverse stemmen - 4 afl.
- 2019 Middle School Moguls - als Mogul Stern (stem) - 2 afl.
- 2017 - 2019 Mom - als Leanne - 2 afl.
- 2018 Liverspots and Astronots - als Big Man / Debra - 21 afl.
- 2017 - 2018 Disjointed - als Maria - 16 afl.
- 2017 Girlboss - als moeder van Nathan - 2 afl.
- 2000 – 2017 Family Guy – als Muriel Goldman (stem) – 31 afl.
- 2015 Grey's Anatomy - als JJ - 2 afl.
- 2014 TripTank - als Sarah (stem) - 2 afl.
- 2013 Wendell and Vinnie - als Wilma Bassett - 20 afl.
- 2012 – 2013 Cougar Town – als Lynn Mettler – 7 afl.
- 2012 Super Best Friends Forever – als Supergirl (stem) – 4 afl.
- 2009 – 2012 The Pinguins of Madagascar – als Marlene (stem) – 60 afl.
- 2010 – 2011 My Dad Says – als Bonnie Goodson – 18 afl.
- 2008 – 2010 The Secret Saturdays – als Drew Saturday / Drew Monday (stemmen) – 25 afl.
- 2008 – 2009 Rita Rocks – als Rita Clemens – 40 afl.
- 2001 – 2009 Scrubs – als Jill Tracy – 6 afl.
- 2007 Slacker Cats – als Louise (stem) – 2 afl.
- 2002 – 2007 Kim Possible – als Shego (stem) – 44 afl.
- 2007 My Boys – als Kimmie – 2 afl.
- 2001 – 2007 The King of Queens – als Holly Shumpert – 51 afl.
- 2007 Raines – als Carolyn Crumley – 7 afl.
- 2006 Brandy & Mr. Whiskers – als Gerri (stem) – 2 afl.
- 2005 Hot Properties – als Chloe Reid – 13 afl.
- 1995 – 2005 MADtv – als diverse karakters – 140 afl.
- 2003 Less Than Perfect – als Deidre Bishop – 2 afl.
- 2002 – 2003 Clone High – als Joan of Arc / Marie Curie – 13 afl.
- 2000 – 2002 Baby Blues – als Bizzy (stem) – 3 afl.
- 2000 – 2001 Buzz Lightyear of Star Command – als Mira Nova (stem) – 60 afl.
- 2000 Talk to Me – als Kat Munroe – 3 afl.
- 1997 – 1998 Fired Up – als Debbie – 2 afl.

### Computerspellen
- 2009 FusionFall – als Drew Saturday
- 2007 Meet the Robinsons – als Franny
- 2007 Ratchet & Clank: Size Matters – als Luna / computer
- 2002 Kim Possible: Revenge of Monkey Fist – als Shego
- 2002 Monsters Inc – als stem
- 2000 Buzz Lightyear of Star Command – als Mira Nova

### Filmproducente
- 2003 Untitled Nicole Sullivan Project - film

### Scenarioschrijfster
- 1995 – 1997 MADtv – televisieserie – 41 afl.

- International Standard Name Identifier: 0000 0003 8585 0831
- Library of Congress Control Number: no2005010151
- Nationale Bibliotheek van Polen: a0000001835530
- Virtual International Authority File: 7115886
- WorldCat: E39PBJwhC3C44HKttMddQbymVC